# الیسون پیل
اَلیسون پیل (انگلیسی: Alison Pill؛ زاده ۲۷ نوامبر ۱۹۸۵) هنرپیشه اهل کانادا است. وی از سال ۱۹۹۷ میلادی تاکنون مشغول فعالیت بوده‌است.

## بخشی از فیلم‌شناسی

### فیلم
- پای عالی (۲۰۰۲)
- تکه‌های آوریل (۲۰۰۳)
- میلک (۲۰۰۸)
- نیمه‌شب در پاریس (۲۰۱۱)
- گون (۲۰۱۱)
- نوچه (۲۰۱۱)
- تقدیم به رم با عشق (۲۰۱۲)
- برف‌شکن (۲۰۱۳)
- درود بر سزار! (۲۰۱۶)
- گون ۲ ( ۲۰۱۷)
- نوچه ۲ ( ۲۰۱۷)
- معاون (فیلم) (۲۰۱۸)
- تله (۲۰۲۴)

### تلویزیون
- عامل ناشناخته (۱۹۹۸)
- نوزاد (۲۰۰۰)
- سی‌اس‌آی (۲۰۰۸)
- اتاق خبر (۲۰۱۲–۲۰۱۴)